# Блок Сутјеска
Блок Сутјеска је један од стамбених блокова у београдском насељу Крњача, које се налази на територији општине Палилула.
Блок Сутјеска се граничи са Зрењанинским путем на истоку који га одваја од блока Сава Ковачевић, потоком „Каловита“ на југу који га одваја од Партизанског блока и насеља Котеж и Дунавски Венац на северу и западу.
Блок Сутјеска је мало, стамбено насеље, изграђено како би обезбедило урбану везу између Крњаче и Котежа. Име је добило по бици на Сутјесци која се догодила 1943. године између партизана и противничких сила. У тој бици је погинуо Сава Ковачевић, по коме је суседни блок добио име. Занимњиво је да се у београдској општини Земун налазе насеља која такође носе називе Сутјеска и Сава Ковачевић.